# فرانسوا كونرادي
فرانسوا كونرادي (4 يونيو 1930 في فريمينغ) (بالإنجليزية: François Konrady)‏ لاعب كرة قدم فرنسي معتزل . ساهم في تتويج نادي ليون ببطولة دوري الدرجة الثانية موسم 1953-1954 .

## روابط خارجية
- فرانسوا كونرادي على موقع قاعدة بيانات كرة القدم.إي يو (الإنجليزية)